# Biserica de lemn din Bunila

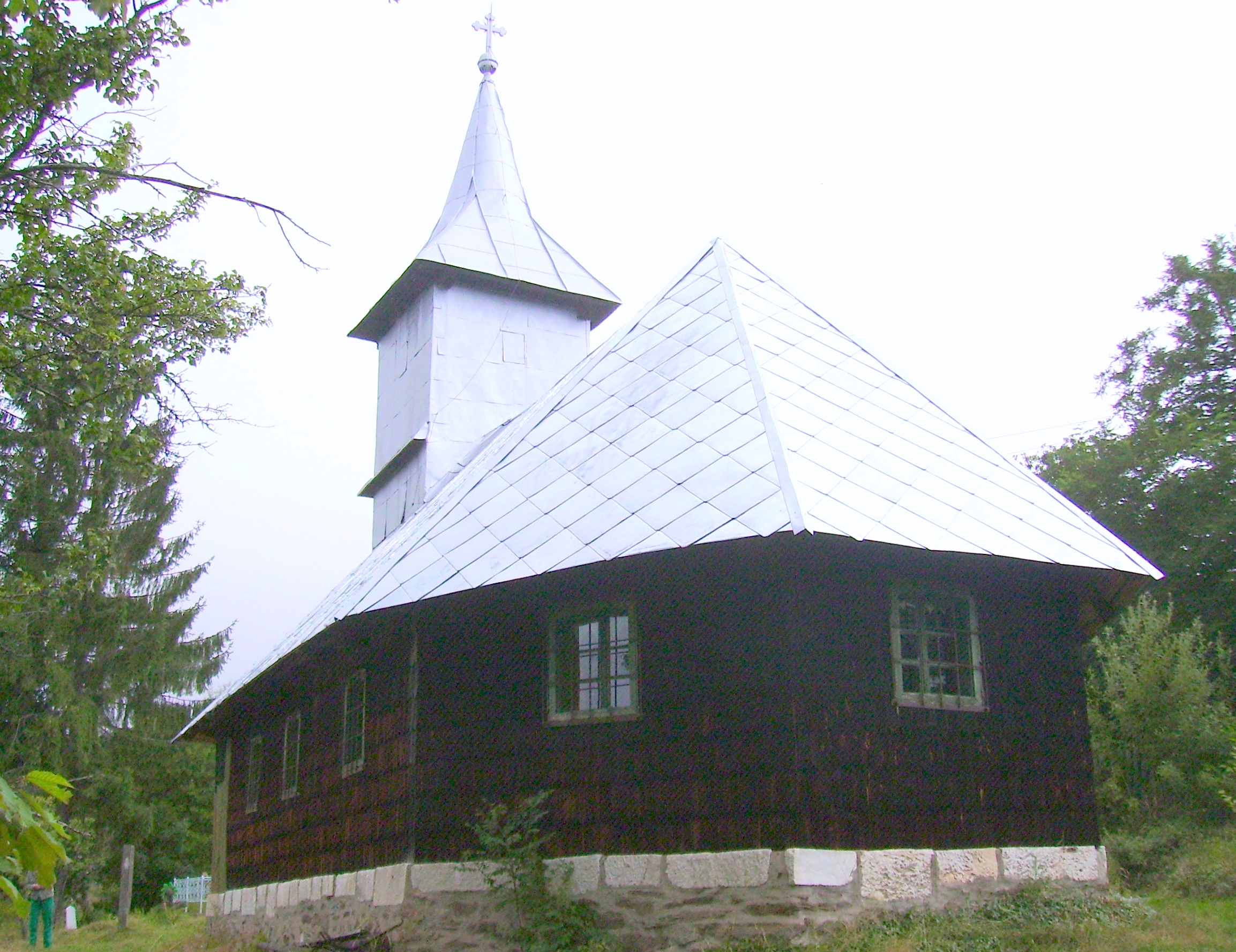
Biserica de lemn „Pogorârea Duhului Sfânt” din Bunila, comuna Bunila, județul Hunedoara, foto: august 2008.

Biserica de lemn din Bunila, comuna Bunila, județul Hunedoara a fost ridicată în 1903. Are hramul „Pogorârea Duhului Sfânt”. Biserica nu se află pe noua listă a monumentelor istorice.

## Istoric și trăsături
În centrul comunal Bunila, biserica „Pogorârea Duhului Sfânt" a înlocuit, în anul 1903, în timpul păstoririi preotului Iosif Suciu, un lăcaș vechi din piatră, grav avariat de un trăznet în 1897; acea ctitorie obștească figurează în tabelele conscripțiilor din anii 1733, 1750, 1761-1762, 1805 și 1819-1831 (harta iosefină a Transilvaniei din 1769-1773 o omite). Este un edificiu de plan dreptunghiular, cu absida nedecroșată, poligonală cu trei laturi, prevăzut cu un turn-clopotniță robust, învelit în tablă zincată; același material s-a folosit și la acoperișul propriu-zis. Edificiul, renovat în 2006, este îmbrăcat la exterior cu șiță. Accesul în sfântul lăcaș se realizează prin două uși, amplasate pe laturile de sud și de vest; ultima este precedată de un pridvor închis, din scânduri. Interiorul a rămas nepictat, fiind împodobit cu mai multe icoane pe lenm și sticlă.